# Jazbina (Harry Potter)
Jazbina je imaginarna kuća iz serije romana i filmova o Harry Potteru koja pripada obitelji Weasley. Nalazi se u imaginarnom selu, Ottery St Catchpole, u Devonu, u Ujedinjenom Kraljevstvu. Kuća je visoka - ima otprilike četiri ili pet katova - i njezino raspadanje sprječava samo magija. 
U blizini kuće nalazi se dobro skriven teren za igranje metloboja kojeg koriste Weasleyjevi. Kuću okružuje veliki vrt sa svakojakim životinjama i biljkama. Također, u njemu žive gnomi, mala čarobna stvorenja koje stalno treba istjerivati iz vrta razgnomljavanjem.
Jazbina je puna magije, pa su čak i obični, "bezjački", predmeti začarani kako bi sami obavljali zadatke. Jedan od začaranih predmeta je i sat kojeg koristi Molly Weasley. Kazaljke na satu predstavljaju članove obitelji, a umjesto brojki na satu stoje oznake o trenutnom stanju i lokaciji članova obitelji. Na tavanu kuće živi gul koji noću drži Rona budnog lupanjem po cijevima.
U Jazbini trenutačno žive Molly i Arthur Weasley sa svoje dvoje najmlađe djece, Ronom i Ginny. Njihov stariji sin Bill radi za banku Gringotts i živi sam. Charlie Weasley živi u Rumunjskoj. Percy Weasley nakon svađe s roditeljima preselio se u London, a blizanci Fred i George žive u stanu iznad svojeg dućana u Zakutnoj ulici.